# Sassoferrato (Marken)
Sassoferrato ist eine italienische Gemeinde (comune) mit 6808 Einwohnern (Stand 31. Dezember 2023) in der Provinz Ancona in den Marken. Die Gemeinde liegt etwa 56 Kilometer westsüdwestlich von Ancona und etwa 52 Kilometer nordöstlich von Perugia auf der östlichen Seite des Apennin am Monte Strega. Sie ist Teil der Comunità montana dell'Esino Frasassi und grenzt an die Provinzen Pesaro und Urbino und Perugia. Die Gemeinde ist Mitglied der Vereinigung I borghi più belli d’Italia.

## Geschichte
Nahe Sassoferrato lag die antike Stadt Sentinum. Hier besiegten 295 vor Christus im dritten Samnitischen Krieg die Römer die Samniter und Senonen. Zerstört wurde die Stadt 41 vor Christus durch einen Feldherrn des Augustus im Zuge des Bürgerkrieges. Allerdings wurde sie bald wieder neuerrichtet.
Nach dem Kriegseintritt Italiens im Juni 1940 errichtete das faschistische Regime in ganz Italien ca. 50 Internierungslager (campo di concentramento). In Sassoferrato wurde im Jahre 1942 ein Lager errichtet. Es befand sich in einem ehemaligen Konvent, Santa Croce, unweit vom Dorfzentrum entfernt. Die Internierten waren ausschließlich Angehörige der slawischen Minderheiten in den italienischen Grenzprovinzen und Jugoslawen aus den von Italien besetzten und annektierten Gebieten. Nach dem Sturz des Faschismus befanden sich 37 slowenische und kroatische Insassen aus den Provinzen Gorizia, Fiume und Zara im Lager. Unter der RSI wurde das Lager vorübergehend wieder verwendet.

## Persönlichkeiten
- Bartolus de Saxoferrato (1313–1357), bedeutender Jurist des Mittelalters
- Niccolò Perotti (1429–1480), Erzbischof von Siponto
- Giovanni Battista Salvi (1609–1685), Maler, genannt „Sassoferrato“

## Premio Monte Strega
Der Premio Monte Strega wird herausragenden Persönlichkeiten verliehen, die in Sassoferrato geboren oder mit Sassoferrato verbunden sind.

## Verkehr
Gemeinsam mit der Nachbargemeinde Arcevia besteht eine Bahnstation an der Bahnstrecke von Urbino nach Fabriano.